# ルーク・キャンベル
ルーク・キャンベル（Luke Campbell、1992年10月2日 - ）は、メジャーリーグラグビー、オールドグローリーDCに所属するラグビー選手。

## プロフィール
- カナダ・ブリティッシュコロンビア州ビクトリア出身[1]。
- ポジションはナンバーエイト(No.8)。
- 身長 190cm、体重 110kg
- U20カナダ代表に選ばれたことがある[2]。
- カナダ代表キャップは13（2021年2月現在）でワールドカップ2019のカナダ代表に選ばれた[3]。

## 略歴
BCベアーズ、トロント・アローズを経て、2021年、オールドグローリーDCに加入。 